# Правдзиц (герб)
Правда, Правдич или Правдзиц (пол. Prawdzic, Prawda, Lew z Muru) — польский дворянский герб.

## Описание
В голубом поле выходящий из стены лев, обращённый влево. В передних лапах он держит железный круг или шар (на картинке вариант герба. возможно Рахмановых, где лев обращен вправо, держит в лапах «железное» кольцо и «намёт» вокруг герба голубого цвета. В польской Википедии лев действительно обращен влево и держит золотое кольцо. Также есть расхождения в фамилиях родов. Та же фигура видна на шлеме. В Польше герб этот был известен с XIV века.

## Герб используют
Архимовичи (Archimowicz), Арцишевские (Arcieszewski), (Arciszewski, Arciszowski), Бабовские (Babowski, Бэр-Ринаржевские (Baehr-Rynarzewski), Барановские (Baranowski), Бончальские (Baczalski), Бентковские (Bentkowski, Betkowski), Береза (Bereza), Бернатовичи (Bernatowicz), Беськи (Beśki), Бедковские (Biedkowski), Беганские (Bieganski), Бегунские (Biegunski), Бельские (Bielski), Бетковские (Bietkowski), Бобовские (Bobowski), Богацкие (Bogacki), Бораковские (Borakowski), Борисовские (Borysowski), Братковские (Бронтковские, Bratkowski), Братошевские (Bratoszewski), Брохоцкие (Brochocki), Броховские (Brochowski), Бродзинские (Brodzinski), Брудзинские (Brudzinski, Brudzynski), Бржеские (Brzeski), Буячевские (Bujaczewski), Буяковские (Bujakowski), Булаковские (Bulakowski, Balakowski), Цебульские (Cebulski), Хотомские (Chotomski, Dienheim-Chotomski), Хруль (Chrul), Хыбские (Chrybski), Хржановские (Chrzanowski), Цихровские (Cichrowski), Цемевские (Ciemiewski), Цемневские (Ciemniewski), Цемноленские (Ciemnoleski, Ciemnolonski), Цыбульские (Cybulski), Цидзики (Cydzik), Чебновские (Czebnowski), Чечотка (Czeczotka), Чечотт (Czeczott), Домбские (Dabski), Демболенцкие (Dembolecki, Debolecki), Дембские (Debski), Динхайм (Dienheim, Dinheim), Дмеховские (Dmiechowski), Добровольские (Dobrowolski), Домеховские (Domiechowski), Доминиковские (Dominikowski), Друшкевичи (Druszkiewicz), Дукальские (Dukalski), Дурановские (Duranowski), Дзяловские (Dzialowski), Дзердзеевские (Dzierdziejewski), Дзвоновские (Dzwonowski), Филиповичи (Filipowicz), Гаевские (Gajewski), Галенские (Galeski), Гидзинские (Гедзинские, Gidzinski, Giedzinski), Гелбутовские (Gielbutowski), Гелдановские (Gieldanowski), Глясс (Glass), Гоцковские (Gockowski), Гочалковские (Goczalkowski), Големберские (Golemberski, Golemberski), Голембевские (Голембиовские, Голенбевские, Golebiowski, Golembiowski), Голинские (Golinski), Голынские (Golynski), Гораздовские (Gorazdowski), Горовские (Gorowski), Горжуховские (Gorzuchowski), Госк (Gosk), Гоские (Goski), Гостомские (Gostomski), Гощевские (Goszczewski), Готомские (Gotomski), Говаржевские (Gowarzewski), Говашевские (Gowaszewski), Градомские (Gradomski), Градовские (Gradowski), Гратта (Gratta), Грецкие (Grecki), Грек (Grek, Grekk), Грековичи (Grekowicz), Гродзановские (Grodzanowski), Грок (Grok), Громницкие (Gromnicki), Грудовские (Grudowski), Груя (Gruja), Гржимултовские (Grzymultowski), Гульч (Gulcz), Гульчевские (Gulczewski), Гузельф (Guzelf), Гыловские (Gylowski), Гладкие-Дашковичи (Hladki-Daszkowicz), Гуновские (Hunoski, Hunowski), Иловские (Ilowski), Избицкие (Izbicki), Избинские (Izbinski), Яблоновские (Jablonowski), Ярачевские (Jaraczewski), Йоцевичи (Jocewicz), Калицинские (Kalicinski), Каргошинские (Kargoszynski), Карловские (Karlowski), Каские (Kaski), Киницкие (Kinicki), Кинерские (Kinierski, Kiniorski), Киржинские (Kirzynski), Клодзенские (Klodzienski), Кобельские (Kobelski), Кобыльницкие (Kobylnicki), Кохановские (Kochanowski), Кокели (Kokeli), Кокорские (Kokorski), Конюшевские (Koniuszewski), Конояцкие (Konojacki, Konojadzki), Консядские (Konsiadzki), Корнацкие (Kornacki), Коссацкие (Kossacki), Козерские (Kozerski), Круповичи (Krupowicz), Крушевские (Kruszewski), Крушинские (Kruszynski), Крыские (Kryski), Крышки (Kryszka), Кржечковские (Krzeczkowski), Кухарские (Kucharski), Кукальские (Kukalski), Кукель (Kukiel), Куклиновские (Kuklinowski), Куклинские (Kuklinski), Куксинские (Kuksinski), Куровские (Kurowski), Курские (Kurski), Кушелевские (Kuszelewski), Лясцевские (Lasciewski), Лашез де Тучамп (Laszez de Tuczamp), Лятальские (Latalski), Леншевские (Laszewski), Лещковские (Leszczkowski), Лещинские (Leszczynski), Лешковские (Leszkowski), Левандовские (Lewandowski), Лихтиан (Lichtyan), Лютомские (Lutomski), Лабишевские (Labiszewski), Лабишинские (Labiszynski), Лагишевские (Lahiszewski), Лагишинские (Lahiszynski), Лаищевские (Laiszczewski), Лакошинские (Lakoszynski), Лащ (Laszcz), Лашевские (Laszewski), Лайчевские (Layczewski), Лайщевские (Layszczewski), Лазневские (Lazniewski), Лукомские (Lukomski), Лущевские (Luszczewski),Лютовские (Łutowski),Макосей (Makosiej, Makosiey), Манковские (Mankowski), Марчевские (Marczewski), Мецишевские (Meciszewski), Менкарские (Mekarski), Менжинские, Мицовские (Micowski), Мисевские (Misiewski), Млоцкие (Mlocki), Молодские (Молоцкие, Molodzki, Molocki), Мольские (Molski), Муканские (Mukanski), Нарольские (Narolski, Narolski Lazcz), Неборовские (Nieborowski), Неборские (Nieborski), Недзялковские (Niedzialkowski), Неледевские (Nieledewski, Neledewski Lazcz), Немержа (Niemierza), Неминские (Nieminski), Нищицкие (Niszczycki, Nizczycki), Носальские (Nosalski), Носельские (Nosielski, Nozielski), Обалковские (Obalkowski), Ободынские (Obodynski), Оброциворы (Obraciwor, Obrociwor), Обровецкие (Obrowiecki, Obrowiecki Lazcz), Обуховичи (Obuchowicz), Олендские (Oledzki), Ольшевские (Olszewski), Оришовские (Oryszowski), Осницкие (Osnicki), Пакославские (Pakoslawski), Пакоши (Pakosz), Палуцкие (Palucki), Партейн (Partein), графы и дворяне Парыс (Parys), Патек (Patek), Пиво (Piwo), Плоцкие (Plocki), Почерницкие (Poczernicki), Полицкие (Policki), Порыцкие (Porycki), Посеницкие (Posienicki), Потоцкие (Potocki), Правда (Prawda), Правдзицы (Prawdzic), Пруские (Pruski), Пуисс (Puiss), Ратиборинские (Raciborzynski), Радзановские (Radzanowski), Раушке (Rauschke), Рокитницкие (Rokitnicki), Рокотницкие (Rokotnicki), Романовские (Romanowski), Ромоцкие (Romocki), Рубчинские (Rubczynski), Рудские (Rudzki), Рушковские (Ruszkowski), Рыбинские (Rybinski), Рымашевские (Rymaszewski), Рыначевские (Rynaczewski), Рынаржевские (Rynarzewski), Сарбевские (Sarbiewski),Санкевичи(Sankiewichi) Сарнацкие (Sarnacki), Седльницкие (Sedlnicki), Севериновичи (Sewerynowicz), Сенковские (Sekowski), Сицинские (Sicinski), Сераковские (Sierakowski), Серпские (Sierpski), Слугоцкие (Slugocki), Смаржевские (Smarzewski), Смийковские (Smijkowski, Smiykowski), Смитковские (Smitkowski), Смитровские (Smitroski, Smitrowski), Сояцинские (Sojacinski), Соколовские (Sokolowski), Сологубы (Соллогубы, Solohub, Sollohub), Совинские (Sowinski), Степанковские (Stepankowski, Stepankowski Lazcz), Строшевские (Stroszewski), Строжевские (Strozewski), Стржалковские (Strzalkowski), Стржемилецкие (Strzemilecki), Стржижовские (Strzyzowski), Симаковские (Symakowski), Шаковские (Szakowski), Шамота (Szamota), Щавинские (Szczawinski, Sczawinski, Szczawinski z Wielkiego Szczawina), Шедзинские (Szedzinski), Шопицкие (Szopicki), Шубские (Szubski), Шимаковские (Szymakowski), Таржецкие (Tarzecki), Тхуржовские (Tchorzowski), Туллие (Thullie), Томиславские (Tomislawski), Тромбские (Trabski, Trampski), Тучампские (Tuczampski, Tuczapski Lazce), Вихровские (Wichrowski), Вержбовские (Wierzbowski), Вильские (Wilski), Вищицкие (Wiszczycki), Вистославские (Wistoslawski), Витославские (Witoslawski), Влодек (Wlodek), Водынские (Wodynski), Волькоховские (Wolkochowski), Вольские (Wolski), Волчек (Wolczek), Возняк (Wozniak), Возняковские (Wozniakowski), Вржедзинские (Wrzedzinski), Вшелячинские (Wszelaczynski), Высоцкие (Wysocki), Вышомерские (Wyszomierski), Вышомирские (Wyszomirski), Зайончковские (Zajaczkowski), Залеские (Zaleski), Зарембские (Zarebski), Зассанские (Zassanski), Завадские (Zawadzki), Здзенецкие (Zdzieniecki), Зеленские (Zeleski), Зубчевские (Zubczewski), Зубовские (Zubowski), Жабицкие (Zabicki), Желенские (Zelenski), Жмиховские (Zmichowski).
Правдзиц изм.
Бентковские (Bentkowski, Betkowski), Гоские (Goski), Гратта (Gratta), Грек (Grek), Заремба (Zaremba).
Правдзиц II
Люкоцкие (Lukocki), Седзинские (Sedzinski).
Правдзиц II изм.
Гридкович (Hrydkowicz z Litwy), Мыткович (Mytkowicz z Litwy).